# جان مک‌فال، بارون مک‌فال از آلکلویت
جان فرانسیس مک فال، بارون مک فال از آلکلویت (آلکلویث) PC (زاده ۴ اکتبر ۱۹۴۴)، سیاستمدار بریتانیایی و یکی از اشراف انتصابی است که از سال ۲۰۲۱ به عنوان لرد سخنران خدمت کرده است. او از سال ۱۹۸۷ تا ۲۰۱۰ عضو پارلمان بریتانیا (مجلس عوام) حزب کارگر و تعاون بود، ابتدا نماینده منطقه دامبارتون و سپس از سال ۲۰۰۵ برای منطقه دانبارتونشایر غربی . او همچنین به عنوان رئیس کمیته خزانه داری مجلس عوام خدمت کرده است. مک فال پس از انتصاب در مجلس اعیان بریتانیا (خانه لردها) ، از سال ۲۰۱۶ تا ۲۰۲۱ به عنوان معاون ارشد رئیس مجلس خدمت کرد و پس از آن جانشین لرد فاولر به ریاست مجلس اعیان بریتانیا رسید.

## اوایل زندگی
مک‌فال برای تحصیل به مدرسه پسرانه و همچنین مدرسه متوسطه سنت پاتریک (از زمانی که با دبیرستان نوتردام ادغام شد و دبیرستان ما لیدی و سنت پاتریک را تشکیل داد)، در جاده هاثورن‌هیل در کسل‌هیل، منطقه دامبارتون رفت و در ۱۵ سالگی آنجا را بدون هیچ مدرک تحصیلی ترک کرد. پدرش سرایدار مدرسه بود و مادرش یک مغازه روزنامه فروشی داشت که باعث شد علاقه او (بعدها) به نحوه اداره کسب و کار را جلب کند. او برای اداره پارک های محلی در دامبارتون و سپس در یک کارخانه مشغول به کار شد.
در سن ۲۴ سالگی در کالج فناوری پیزلی (در حال حاضر دانشگاه غرب اسکاتلند ) تحصیل کرد و مدرک لیسانس خود را در شیمی دریافت کرد. در سال ۱۹۷۷، او می‌خواست دانش خود را به دور از علم گسترش دهد و لیسانس خود را از دانشگاه آزاد در رشته تعلیم و تربیت و فلسفه گرفت. او از سال ۱۹۷۴ تا ۱۹۸۷ در دامبارتون ، کرکینتیلوخ و گلاسکو معلم شیمی و ریاضیات بود و قبل از ورود به پارلمان، معاون رئیس در گلاسکو و دبیر حزب کارگر حوزه انتخابیه خود شده بود. او در حالی که یک معلم بود، یک دوره نیمه وقت را طی سه سال در دانشگاه استرثکلاید برای MBA گذراند. در سال ۱۹۹۴، او به عنوان استاد مدعو در دانشکده بازرگانی دانشگاه سترثکلاید برگزیده شد و اکنون عضو هیئت مشاوران استراتژیک در دانشکده بازرگانی دانشگاه گلاسکو است. او همچنین یکی از اعضای اتحادیه GMB است.

## زندگی سیاسی
او برای نخستین بار در انتخابات عمومی سال ۱۹۸۷ ، پس از بازنشستگی نماینده قبلی، یان کمپبل، برای حوزه انتخابیه دامبارتون ، اسکاتلند ، برگزیده شد. اکثریت اولیه او کمی بیش از ۲۰۰۰ نفر بود. حوزه انتخابیه دامبارتون با حوزه انتخابیه جدید دانبارتونشایر غربی برای انتخابات عمومی سال ۲۰۰۵ جایگزین شد، که مک فال با اکثریت بیش از ۱۲۵۰۰ در این انتخابات پیروز شد و به عنوان نماینده این منطقه شناخته شد.
در سال ۱۹۹۵ میلادی او لایحه یک عضو خصوصی را ارائه کرد، لایحه حفاظت از پستانداران وحشی ، که اگرچه ناموفق بود، اما قانون شکار ۲۰۰۴ را که شکار پستانداران توسط سگ در انگلستان و ولز را غیرقانونی می کرد، اعلام کرد. 
او از سال ۱۹۹۸ تا ۱۹۹۹ در دفتر ایرلند شمالی وزیر شلاق و جوان (برای آموزش، آموزش و استخدام، بهداشت و روابط اجتماعی، سپس در سال ۱۹۹۹ برای اقتصاد و آموزش) بود.
در سال ۲۰۰۱ او به عنوان رئیس کمیته منتخب خزانه داری منصوب شد و در سال ۲۰۰۵ برای بار دوم در این سمت منصوب شد. کمیته تحقیقاتی درباره بحران بانکی انجام داد و شواهدی از فرهنگ پاداش ، فقدان صلاحیت های بانکی در میان بسیاری از بانکداران برجسته و نظارت ضعیف اداره خدمات مالی بر این صنعت ارائه کرد.
در ۲۹ ژانویه ۲۰۱۰، مک فال اعلام کرد که قصد دارد در انتخابات عمومی ۲۰۱۰ از سمت خود کناره گیری کند. 

### مجلس اعیان

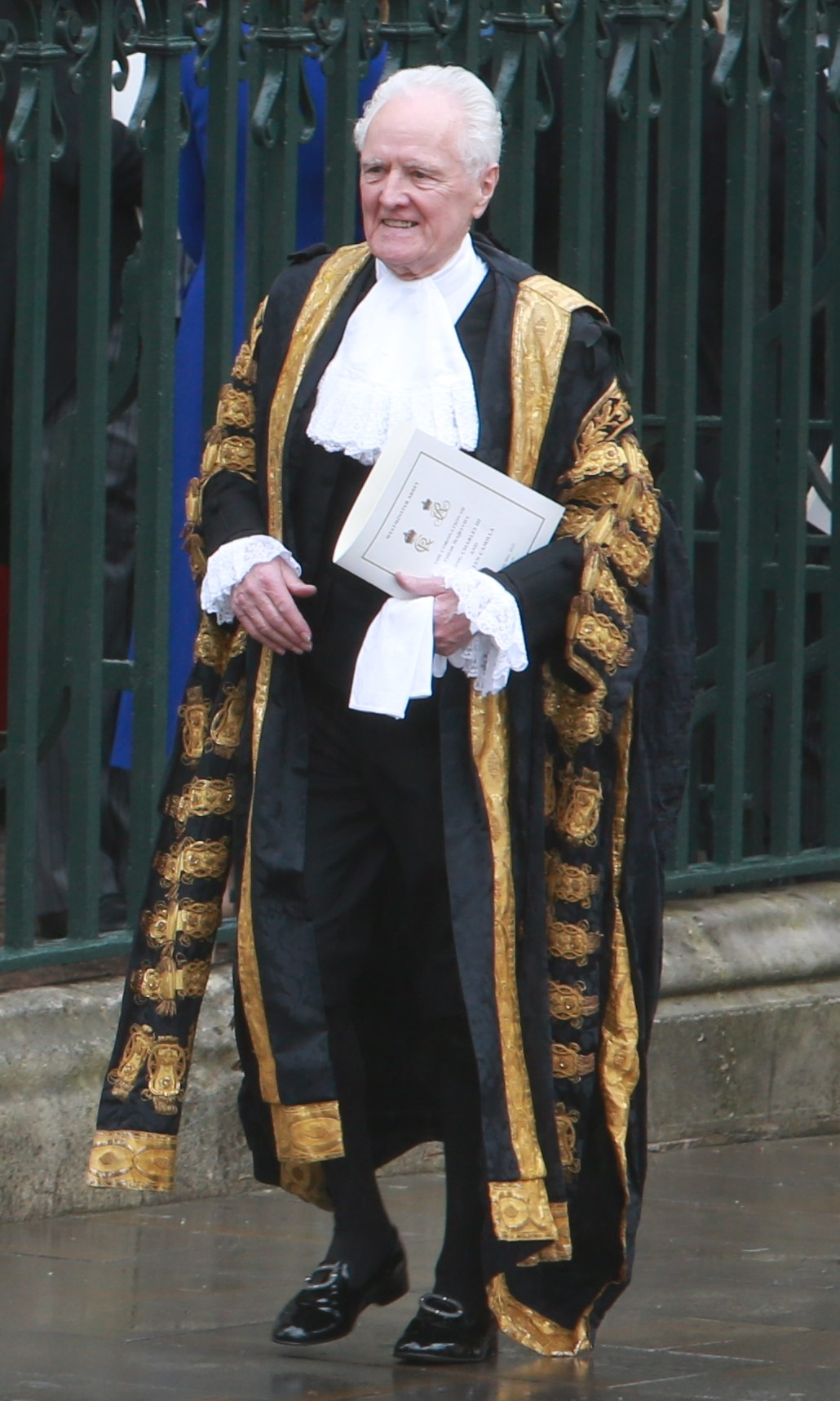
مک فال در مراسم تاجگذاری در سال ۲۰۲۳ روپوش کرد

در ۱۷ ژوئن ۲۰۱۰، او را به عنوان یکی از  اشراف (انتصابی) با عنوان بارون مک‌فال از آلکلویت ، از دامبارتون در دانبارتون شایر ،  معرفی شد و در ۶ ژوئیه ۲۰۱۰ در مجلس اعیان معرفی شد 
او در حال حاضر نایب رئیس گروه پارلمانی همه حزبی در زمینه توسعه خارج از کشور (اپگود) است. 
وی در ژوئیه ۲۰۱۶ به عنوان رئیس کمیته‌های مجلس اعیان از اول سپتامبر ۲۰۱۶ منصوب شد. وی در زمان تصدی این سمت به عنوان نایب رئیس این مجلس نیز شناخته می شد. 
در سال ۲۰۲۳ او پیشنهاد کرد که مجلس اعیان به همتایان مستقل و متخصص بیشتری نیاز دارد. لرد مک فال اظهار داشت که او هیچ انتقاد مستقیمی از انتخاب‌های اخیر همتایان نمی‌کند، اما مجلس اعلا (اعیان) در خطر عدم هماهنگی با موازنه قانون‌گذاران خود قرار دارد. مک فال قصد داشت با ریشی سوناک دیدار کند. هدف او این است تا سقفی را که تعداد همتایان متخصص جدید و غیرحزبی را که می‌تواند توسط کمیسیون انتصابات مجلس اعیان ایجاد شود، محدود کند. تعداد این همتایان در حال حاضر حداکثر دو نفر در سال تعیین شده است.

## فعالیتهای دیگر
او رئیس گروه پارلمانی همه حزبی ویسکی و ارواح اسکاچ (APPG) و APPG نیروی دریایی سلطنتی بود.
او رئیس شرکت بازسازی Strathleven و بازسازی مجدد Clydebank، دو شرکت توسعه مستقر در حوزه انتخابیه او بود.
او در ژانویه ۲۰۱۱ از Dumpster Kids، یک سازمان غیرانتفاعی با هدف نجات کودکان رها شده حمایت کرد.

## زندگی شخصی
خانواده مک فال در بلسمایر ، دامبارتون زندگی می کردند، جایی که او با جوآن وارد آشنا شد و با او ازدواج کرد. آنها سه پسر و یک دختر دارند. 

## انتشارات
- کمیسیون درآمد بازنشستگی محل کار، ایجاد یک سیستم بازنشستگی قوی، باثبات و شفاف: گزارش نهایی ( اوت ۲۰۱۱ )

## همچنین ببینید
- بسته نجات بانک انگلستان ۲۰۰۸

## لینک های خارجی
- وب سایت رسمی بایگانی‌شده  در ۸ فوریه ۲۰۱۱ توسط Wayback Machine</link>
- Guardian Unlimited Politics – از ارسطو بپرسید: نماینده جان مک فال
- TheyWorkForYou.com - جان مک فال نماینده مجلس
- Hansard 1803–2005: contributions in Parliament by John McFall
- کمیته منتخب خزانه داری

اخبار
- ۴ مه 2008 - مرد سخت خزانه داری واقعاً دلش نرم است
- ۱۹ آوریل 2008 - جان مک فال خواستار شفافیت در مورد نرخ های مالیاتی شد
- ۷ آوریل 2008 - دولت باید تأثیر پرداخت های گرمایش زمستانی را بر فقر سوخت بسنجد
- ۱۰ مارس 2008 - ارزش افزوده بایگانی‌شده  در ۱۴ مارس ۲۰۰۸ توسط Wayback Machine  </link>
- ۵ مارس 2008 - کمک به مردم برای بازگشت به کار
- ۳ مارس 2008 - بانک ها "از این باور که دوران خوب در شرف پایان است خودداری کردند"
- مصاحبه تلگراف دسامبر ۲۰۰۷
- انتقاد از بانک ها در سال ۲۰۰۶ به دلیل عدم دلسوز بودن
- توصیه به اینکه دستگاه های خودپرداز بانک ها باید به صراحت هزینه ها را در سال ۲۰۰۵ ذکر کنند
- ستایش اندک از صنعت پس انداز در سال ۲۰۰۴
- هزینه های بالای کارت اعتباری در سال ۲۰۰۳
- هزینه های بانکی گیج کننده در سال ۲۰۰۲
- وزیر اقتصاد جدید در ایرلند شمالی در سال ۱۹۹۹
- مایل به یادگیری مادام العمر در ایرلند شمالی در سال ۱۹۹۸

کلیپ های ویدئویی
- کانال جان مک‌فال، بارون مک‌فال از آلکلویت در یوتیوب

| پارلمان بریتانیا                                                  | پارلمان بریتانیا                                       | پارلمان بریتانیا                                                         |
| ----------------------------------------------------------------- | ------------------------------------------------------ | ------------------------------------------------------------------------ |
| پیشین: Ian Campbell                                               | Member of Parliament for Dumbarton ۱۹۸۷–۲۰۰۵           | Constituency abolished                                                   |
| New constituency                                                  | Member of Parliament for West Dunbartonshire ۲۰۰۵–۲۰۱۰ | پسین: Gemma Doyle                                                        |
| پیشین: The Lord Laming به عنوان Chairman of Committees            | Senior Deputy Speaker of the House of Lords ۲۰۱۶–۲۰۲۱  | پسین: The Lord Gardiner of Kimble                                        |
| پیشین: The Lord Fowler                                            | لرد سخنران مجلس اعیان بریتانیا ۲۰۲۱–اکنون              | در حال تصدی                                                              |
| ترتیب اولویت در انگلستان و ولز                                    |                                                        |                                                                          |
| پیشین: Sir Lindsay Hoyle به عنوان Speaker of the House of Commons | Gentlemen as Lord Speaker                              | پسین: The Lord Reed of Allermuir به عنوان President of the Supreme Court |

الگو:Officers of the Lords and Commonsالگو:UKParliamentCommitteeChairsالگو:Lord Speakerالگو:2021 Lord Speaker election